# Campeonato Sul-Americano de Clubes de Voleibol Masculino de 1999
O Campeonato Sul-Americano de Clubes de Voleibol Masculino de 2002 foi a segunda edição do torneio ainda não chancelado pela Federação Internacional de Voleibol (FIVB), e organizado pela Confederação Sul-Americana de Voleibol, sediado na cidade de Cáli-Colombia, no período de 3 a 8 de maio, e disputado entre sete clubes do continente sul-americano em busca do título.

## Clubes Participantes
| Grupo A                                               | Grupo B                               |
| ----------------------------------------------------- | ------------------------------------- |
| Club de Amigos Alcaldía de Cali Neptuno Telemig Minas | River Plate Índios de Miranda Avianca |

## Fase Preliminar

### Grupo A
|     |                  |     | Jogos | Jogos | Jogos | Sets | Sets | Sets  | Pontos | Pontos | Pontos |
| Pos | Equipe           | Pts | T     | V     | D     | V    | P    | R     | V      | P      | R      |
| --- | ---------------- | --- | ----- | ----- | ----- | ---- | ---- | ----- | ------ | ------ | ------ |
| 1   | Telemig Minas    | 6   | 3     | 3     | 0     | 9    | 3    | 3.000 | 290    | 257    | 1.128  |
| 2   | Club de Amigos   | 5   | 3     | 2     | 1     | 7    | 5    | 1.400 | 278    | 275    | 1.011  |
| 3   | Alcaldía de Cali | 4   | 3     | 1     | 2     | 6    | 8    | 0.750 | 324    | 308    | 1.052  |
| 4   | Neptuno          | 3   | 3     | 0     | 3     | 3    | 9    | 0.333 | 232    | 284    | 0.817  |

| Data  |                  | Placar |                  | 1º Set | 2º Set | 3º Set | 4º Set | 5º Set | Total   |
| ----- | ---------------- | ------ | ---------------- | ------ | ------ | ------ | ------ | ------ | ------- |
| 3 Mai | Telemig Minas    | 3–1    | Club de Amigos   | 25–17  | 25–22  | 23–25  | 25–22  | –      | 98–86   |
| 4 Mai | Alcaldía de Cali | 3–2    | Neptuno          | 20–25  | 25–18  | 25–10  | 22–25  | 20–18  | 112–96  |
| 5 Mai | Telemig Minas    | 3–0    | Neptuno          | 25–23  | 25–22  | 25–12  | –      | –      | 75–57   |
| 5 Mai | Club de Amigos   | 3–1    | Alcaldía de Cali | 25–21  | 14–25  | 31–29  | 25–23  | –      | 95–98   |
| 6 Mai | Club de Amigos   | 3–1    | Neptuno          | 25–15  | 22–25  | 25–21  | 25–18  | –      | 97–79   |
| 6 Mai | Telemig Minas    | 3–2    | Alcaldía de Cali | 25–20  | 34–32  | 20–25  | 23–25  | 15–12  | 117–114 |

### Grupo B
|     |                   |     | Jogos | Jogos | Jogos | Sets | Sets | Sets  | Pontos | Pontos | Pontos |
| Pos | Equipe            | Pts | T     | V     | D     | V    | P    | R     | V      | P      | R      |
| --- | ----------------- | --- | ----- | ----- | ----- | ---- | ---- | ----- | ------ | ------ | ------ |
| 1   | River Plate       | 4   | 2     | 2     | 0     | 6    | 2    | 3.000 | 185    | 164    | 1.128  |
| 2   | Avianca           | 3   | 2     | 1     | 1     | 3    | 5    | 0.600 | 171    | 178    | 0.961  |
| 3   | Índios de Miranda | 2   | 2     | 0     | 2     | 4    | 6    | 0.667 | 198    | 212    | 0.934  |

| Data  |             | Placar |                   | 1º Set | 2º Set | 3º Set | 4º Set | 5º Set | Total   |
| ----- | ----------- | ------ | ----------------- | ------ | ------ | ------ | ------ | ------ | ------- |
| 3 Mai | River Plate | 2–3    | Índios de Miranda | 25–23  | 23–25  | 20–25  | 25–12  | 15–12  | 108–97  |
| 4 Mai | Avianca     | 2–3    | Índios de Miranda | 25–17  | 23–25  | 16–25  | 25–22  | 15–12  | 104–101 |
| 6 Mai | River Plate | 3–0    | Avianca           | 25–20  | 27–25  | 25–22  | –      | –      | 77–67   |

## Semifinal
| Data  |                | Placar |             | 1º Set | 2º Set | 3º Set | 4º Set | 5º Set | Total |
| ----- | -------------- | ------ | ----------- | ------ | ------ | ------ | ------ | ------ | ----- |
| 7 Mai | Club de Amigos | 3–1    | River Plate | 24–26  | 25–18  | 25–23  | 25–20  | –      | 99–87 |
| 7 Mai | Telemig Minas  | 3–0    | Avianca     | 25–17  | 25–23  | 25–20  | –      | –      | 75–60 |

## 6º ao 7º Lugar
| Data  |                   | Placar |         | 1º Set | 2º Set | 3º Set | 4º Set | 5º Set | Total |
| ----- | ----------------- | ------ | ------- | ------ | ------ | ------ | ------ | ------ | ----- |
| 7 Mai | Índios de Miranda | 3–1    | Neptuno | 25–13  | 24–26  | 25–17  | 25–21  | –      | 99–77 |

## 5º ao 6º Lugar
| Data  |                   | Placar |                  | 1º Set | 2º Set | 3º Set | 4º Set | 5º Set | Total |
| ----- | ----------------- | ------ | ---------------- | ------ | ------ | ------ | ------ | ------ | ----- |
| 8 Mai | Índios de Miranda | 3–0    | Alcaldía de Cali | 25–22  | 27–25  | 26–24  | –      | –      | 78–71 |

## 3º ao 4º Lugar
| Data  |             | Placar |         | 1º Set | 2º Set | 3º Set | 4º Set | 5º Set | Total |
| ----- | ----------- | ------ | ------- | ------ | ------ | ------ | ------ | ------ | ----- |
| 8 Mai | River Plate | 3–0    | Avianca | 25–21  | 25–16  | 25–19  | –      | –      | 75–56 |

## Final
| Data  |               | Placar |                | 1º Set | 2º Set | 3º Set | 4º Set | 5º Set | Total   |
| ----- | ------------- | ------ | -------------- | ------ | ------ | ------ | ------ | ------ | ------- |
| 8 Mai | Telemig Minas | 3–2    | Club de Amigos | 22–25  | 26–24  | 25–22  | 26–28  | 15–10  | 114–109 |

## Prêmios individuais
| Prêmio            | Jogador         | Equipe           |
| ----------------- | --------------- | ---------------- |
| Melhor Atacante   | Dick Montalban  | Club de Amigos   |
| Melhor Bloqueador | Henrique Randow | Telemig Minas    |
| Melhor Sacador    | Luis Gálvez     | River Plate      |
| Melhor Defensor   | Paulo Anchieta  | Telemig Minas    |
| Melhor Levantador | Rafael Almeida  | Telemig Minas    |
| Melhor Receptor   | Luciano Bozko   | Alcaldía de Cali |

## Classificação Final
| Posição | Equipe            |
| ------- | ----------------- |
| Gold.   | Telemig Minas     |
| Silver. | Club de Amigos    |
| Bronze. | River Plate       |
| 4       | Avianca           |
| 5       | Índios de Miranda |
| 6       | Alcaldía de Cali  |
| 7       | Neptuno           |

| Campeonato Sul-Americano de Clubes de Voleibol Masculino de 2002 |
| ---------------------------------------------------------------- |
| Telemig Minas 1 º título                                         |